# 黃葉病

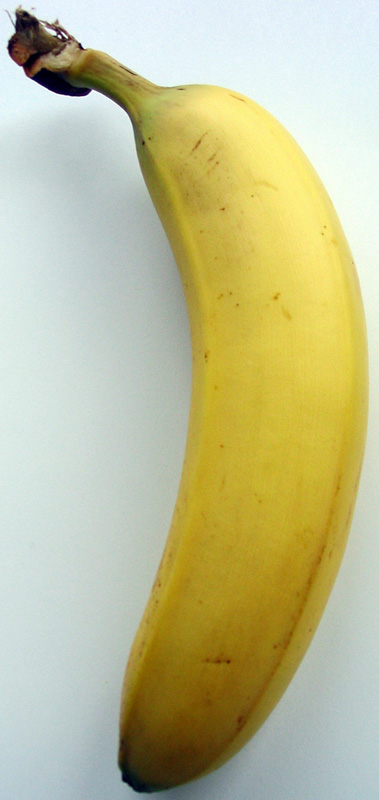
香芽蕉

黃葉病（又名萎蔫病、巴拿馬病）是出現在香蕉根部的植物病。黃葉病由尖孢鐮刀菌古巴專化型（Fusarium oxysporum f.sp. cubense）引起。尖孢鐮刀菌透過分泌毒素，引發香蕉出現細胞程序性死亡。此真菌對殺真菌劑有抵抗力，至今無藥可治。黃葉病又被稱為香蕉癌症，在2009年曾因此名稱在中國傳出香蕉致癌的傳言，導致各地的香蕉價格慘跌。其實，黃葉病與食用香蕉的安全性沒有任何關聯，況且患上黃葉病的香蕉在收成前已經死亡，即使能結果，其果實也很小。
現代培植的香蕉都無法製造有用的花粉和沒有種子，只能進行無性生殖，故現代大量種植的作物香蕉基因都是一模一樣的，且無法透過遺傳變異發展出對疾病的抗性。因此，黃葉病能感染蕉園之間的所有香蕉，造成大規模的失收。
1950年代，黃葉病在亞洲以外的地區爆發，侵害當時香蕉的主要栽培品種大米七（Gros Michel），造成巨大損失，迫使蕉農改種其他能抵禦黃葉病的品種，主要是香芽蕉（Cavendish）。然而，1990年代黃葉病在東南亞再度爆發，新發現在東南亞原生的4號小種能感染香芽蕉，使香蕉產業再一次面臨危機。
2014年4月，联合国粮农组织发布消息，全球香蕉产量或因香蕉黄叶病病原菌（TR4）的扩散而大幅减少，部分香蕉出口国面临危机。